# Avenue de la Porte-de-Clignancourt
Koordinaten: 48° 54′ N, 2° 21′ O
Die Avenue de la Porte-de-Clignancourt ist eine Straße im 18. Arrondissement von Paris.

## Lage
Die Avenue de la Porte-de-Clignancourt beginnt am Boulevard Ney und endet am Übergang der Rue Jean-Henri-Fabre in die Rue du Professeur-Gosset. 

## Namensursprung
Sie trägt diesen Namen, denn sie verläuft entlang der Thiersschen Stadtbefestigung und führt zur ehemaligen Bastion Porte de Clignancourt.

## Geschichte
Die Straße entstand 1931. Der Teil zwischen dem Boulevard Ney und der Wehrmauer wurde zwischen die Bastionen 36 und 37 der Thiersschen Stadtbefestigung gelegt. Die Verlängerung war Teil der Avenue Michelet in Saint-Ouen-sur-Seine und wurde 1930 von Paris eingemeindet.